# Міжнародна федерація фонографічної індустрії
Міжнародна федерація фонографічної індустрії (англ. International Federation of the Phonographic Industry, IFPI) — асоціація, що представляє інтереси звукозаписної індустрії у всьому світі. Головний офіс розташований в Лондоні, регіональні — у Брюсселі, Гонконзі, Маямі і Москві.
Завдання «IFPI» просувати цінність записаної музики, охороняти права рекордних виробників, і розширювати комерційне використання записаної музики. З 1 січня 2005 керівником і головою асоціації став Джон Кеннеді OBE, який працював в цій галузі більш ніж 30 років і був одним з виробників «Live Aid» і «Live8».